# Oskar Nast

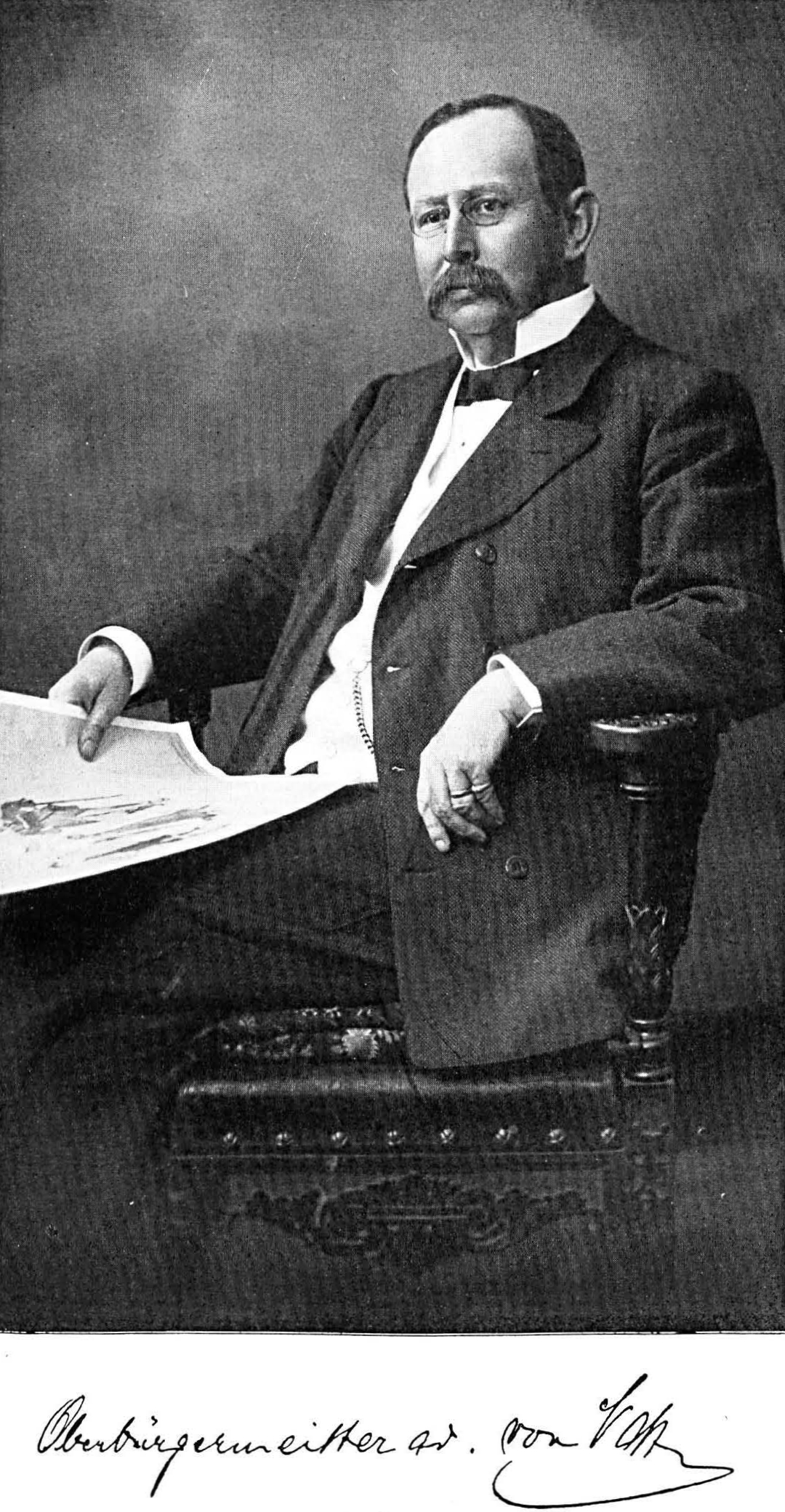
Oskar von Nast.

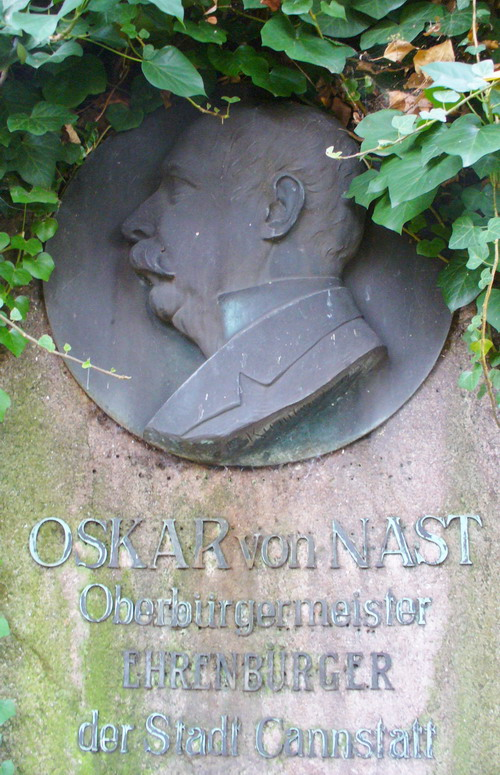
Bildnis am Ehrengrab auf dem Steigfriedhof

Oskar Nast, ab 1905 von Nast, (* 13. Februar 1849 in Ludwigsburg; † 4. November 1907 in Stuttgart-Cannstatt) war der letzte Stadtschultheiß und einziger  Oberbürgermeister der Oberamtsstadt Cannstatt bis zur Vereinigung am 1. April 1905 mit Stuttgart.

## Leben und Werk
Oskar Nast besuchte das Gymnasium in Tübingen und studierte anschließend dort Kameral- und Regiminalwissenschaften. 1870 bis 1871 leistete er ein einjähriges freiwilliges Militärdienstjahr ab, in dieser Zeit nahm er am Deutsch-Französischen Krieg teil. 1870 wurde er bei Champigny schwer verwundet. Nach dem Ende der Militärzeit legte er die 1. und 2. Höhere Verwaltungsdienstprüfung ab und war anschließend Amtmann in Vaihingen, Schwäbisch Gmünd und Heilbronn. Am 5. Januar 1881 wurde „Amtmann Nast von Heilbronn“ zum Stadtschultheiß von Cannstatt gewählt. Der Amtsantritt war am 16. Februar 1881. Zum 10. September 1885 änderte sich seine Bezeichnung in Oberbürgermeister von Cannstatt.
Nach mehrjähriger schwerer Krankheit starb er 1907. Sein monumentales Ehrengrab befindet sich direkt am Haupteingang zum Steigfriedhof in Bad Cannstatt.

## Politik
Nast war von 1882 bis 1895 Abgeordneter des Bezirks Cannstatt in der Zweiten Kammer des württembergischen Landtags. Er war Mitglied der Deutschen Partei.

## Ehrungen
- 1889 Ritterkreuz 1. Klasse des Friedrichs-Ordens
- 1905 Ernennung zum letzten Ehrenbürger der Stadt Cannstatt
- 1905 Ehrenkreuz des Ordens der württembergischen Krone[1], welches mit dem persönlichen Adelstitel verbunden war

Im Cannstatter Stadtteil Hallschlag ist der Nastplatz nach Oskar Nast benannt.